# 红星街道 (怀化市)
红星街道，是中华人民共和国湖南省怀化市鹤城区下辖的一个乡镇级行政单位。

## 行政区划
红星街道下辖以下地区：
塘冲社区、火车南站社区、湖天桥社区、杨村社区、红星路社区、红星桥社区、湖天社区、香州社区和武陵社区。